# ザ・ウィーケスト・リンク

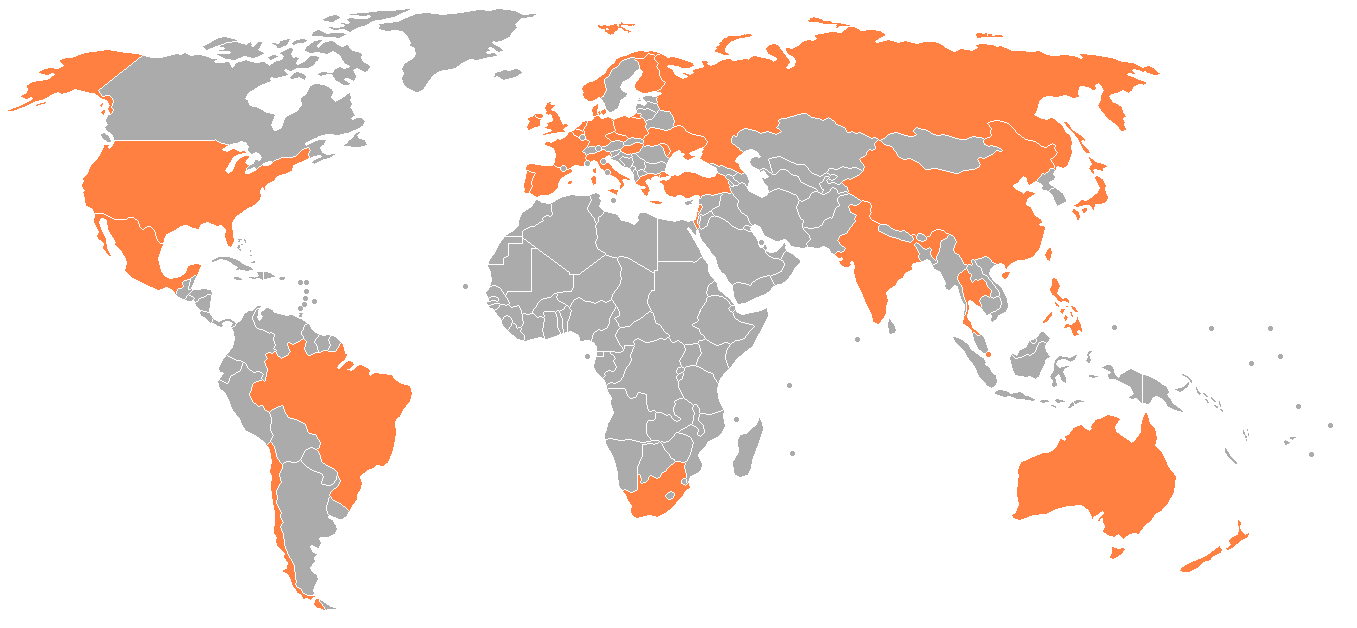
ザ・ウィーケスト・リンクが輸出された国・地域

ザ・ウィーケスト・リンク (The Weakest Link) は、イギリスのBBC Twoで放送されたクイズ番組である。初回の放送は2000年8月14日。オリジナルであるイギリス版は、BBCエンターテインメントおよび BBCアメリカを通じ、世界中に配信された。
番組フォーマットのライセンスは、BBC（英国放送協会）の商業部門である BBCワールドワイドを通じて配信された。世界中の50の国・地域にライセンス契約され、それぞれの版が制作されており、その中には日本も含まれている。世界に先駆けてライセンス契約によって取り入れた国はオーストラリアである。各国版における番組名は、そのほとんどが「ザ・ウィーケスト・リンク」またはその訳語となっている。また、他国版を放送した国は11にのぼる。
ザ・ウィーケスト・リンクは、フランチャイズ番組として、世界で2番目に好評を博した番組となった。1番目は『フー・ウォンツ・トゥ・ビー・ア・ミリオネア (Who Wants To Be a Millionaire?)』であり、こちらもイギリス発祥の番組である。
オリジナルのイギリス版では、司会者を務めるアン・ロビンソン (Anne Robinson) は、黒い衣装をまとい、決して笑わないという設定を徹底している。これにならい、各国版の司会者もすべて黒（ないし暗い色）の衣装をまとっており、決して笑わない。またほとんどの版でイギリス版と同じく女性が務めている。

## フォーマット
オリジナルであるイギリス版、および多くの各国版におけるフォーマットは以下の通りである。
解答者（人数は国により異なる。オリジナルのイギリス版は9人、日本版は8人または6人）は半円形に1列に並び、全員が1チームとして、1人ずつ順に1問1答の一般常識問題に解答していく。これを一定時間行い、1ラウンドとする。各ラウンドの目的は、その制限時間内に連続して正解し、チーム全体で共有する賞金を増額していくことである。このとき増額される賞金は、後述する「マネー・ツリー (Money tree）」に従う。しかし、1問でも不正解すると、それまでに積み上げた賞金は全額没収されてしまう。これを防ぐための手段として、司会者が出題する前に解答者は「バンク (Bank）」と宣言することで、それまでに積み上げた賞金を確保し、マネー・ツリーの第1段の賞金から連続正解を再スタートすることができる。それ以降で不正解しても、バンク宣言してある賞金は没収されない。
賞金のバンクは安全策であると言える。その反面、バンクせずに次の問題に正解できたならば、バンクして正解した場合に比べ、より高額の賞金を積み上げることができる。
各ラウンドの最初の解答者は、第1ラウンドはABC順（日本版ではあいうえお順）で一番早い解答者やランダムで決定された解答者など、国により異なる方法で決定される。第2ラウンド以降は統計的な「ストロンゲスト・リンク（strongest link、各ラウンドにおいて正解率が最高だった解答者）」で固定されているが、前ラウンドで該当者が退場した場合は、次点の解答者が繰り上がりで最初の解答者となる。
各ラウンドの制限時間に達すると、そのラウンドは終了し、その時点でバンクしていなかった賞金は没収される。この際、司会者が問題を読み上げている最中だった場合、もしくは解答者が解答する前だった場合、その問題は破棄される。幾つかの国の版では、解答者が正解を答えられようとそうでなかろうと、司会者によりその問題の正解が発表される。もし解答者側が、与えられた制限時間に達する前に、そのラウンドでの最高賞金額、すなわちマネー・ツリーの最終段ないしその同額に到達してしまった場合、そのラウンドは自動的に終了となり、次の解答者はバンクを宣言する。
各ラウンド終了時に、司会者はそのラウンドでの獲得賞金を発表する。その後、解答者たちはそのラウンドの内容（各解答者の正解数等）をふまえて、次のラウンド開始前に、退場させたい解答者1人に投票する。視聴者にのみナレーションでどの解答者が統計的な「ストロンゲスト・リンク」だったのかが知らさせる。統計的な「ウィーケスト・リンク（weakest link、各ラウンドにおいて正解率が最低だった解答者）」も併せて知らされる場合もある。
解答者は全員でチームとして行動するため、お互いに容赦なく投票することが求められる。解答者にとって投票は、自身が優勝できる可能性を最大限にし、かつ獲得賞金を最大限にするためにも、戦術的に重要と言える。正解率の低い解答者に投票し退場させることは、優勝者が獲得する賞金を増額できる可能性を高めることに繋がるが、同時に正解率の高い解答者を残留させることは、最後のヘッド・トゥ・ヘッド（1対1の最終対決、詳細は後述）で打ち負かすことがより困難になることに繋がるからである。このため、序盤は賞金を稼ぐために最も正答率の低い解答者に投票して蹴落とし、ゲームが進むにつれ最終ラウンドに備えて正答率の高い解答者に投票して蹴落とす傾向にある（ただし、今度は多くの賞金を稼ぐことが困難になるというリスクも伴う）。
投票結果が発表されると、司会者は各解答者に対して、なぜその人物に投票したのかの理由を訊（たず）ねるのだが、同時にその解答者の無知・経歴・趣味などを侮辱したり皮肉を言ったりすることが決まりとなっている。すべての解答者に一通り訊ね終わると、最多得票者が「ウィーケスト・リンク」として失格となる。この際、司会者から「You are the weakest link. Goodbye!（ウィーケスト・リンクと決定しました。__君、退場！）」とすげなく言い放たれ、ステージを退場する。この退場の様を「ウォーク・オヴ・シェイム（Walk of Shame、不名誉の歩み）」と呼ぶ。
最多得票者が複数居た場合、司会者はストロンゲスト・リンクを発表し、そのストロンゲスト・リンクが誰を退場させるかを最終決定する。ストロンゲスト・リンクが候補者の内の1人に投票していた場合、あくまで投票した人物を退場させることに固執するか、あるいは他の人物を退場させることに気を変えるかは自由である。また、ストロンゲスト・リンク自身が候補者だった場合でも、誰を退場させたいかを訊ねられる。
以上の流れを繰り返し、最後の2人が勝ち残るまでラウンドを繰り返す。賞金は、各ラウンド毎の獲得額を加算してゆく。
最後に残った2人は協同して最終ラウンドに挑む。それまでのラウンドと同様だが、異なる点が2点ある:
1. 最終ラウンドでバンクした賞金額は、版によって異なるが2倍もしくは3倍となり、それまでのラウンドでバンクしていた賞金に加算され、最終賞金額が決定される。
2. ラウンド終了後は、投票による失格退場がなく、ヘッド・トゥ・ヘッドに移行する。

ヘッド・トゥ・ヘッド (Head to Head) は1対1の最終対決であり、サッカーの PK 戦方式で両解答者に5問ずつ出題される。最終ラウンドでストロンゲスト・リンクだった解答者が、先攻/後攻を決定する。5問ずつ出題を終えた時点で正解数の多い者が優勝者となる。
優勝者には、それまでに積み上げた獲得賞金の全額が授与される。最終対決に負けた解答者は、それまでのラウンドで失格となった解答者たちと同様に、何も獲得できず帰途に着くこととなる。
正解数が同数の場合は、以降サドンデス方式にて行う。すなわち両解答者は、いずれか一方が正解し他方が不正解するまで、出題され続ける。これは決着が着くまで行われるが、幾つかの国の版では、放送時間の都合上、サドンデスは1回に編集されている。
イギリス版における最高賞金額は、ほとんどの回では £10,000 だが、有名人が解答者として参加するチャリティーの回では £50,000 である。

## 「ウィーケスト・リンク」の意味
直訳すると「最も弱い鎖の環」。鎖の強さは最も弱い環によって決まるが、逆に、他の要素を守るために、最も弱い環を犠牲にしてもよいということ。システム上のウィーケストリンクは強化など対策をとらなければならないものと、逆に火災報知器のボタンのプラスチックカバーのように弱い事が重要な役目を持っているものがある。

## 各国のザ・ウィーケスト・リンク

### イギリス
イギリスは、この『ザ・ウィーケスト・リンク』のオリジナル版が制作された国であり、高い視聴率を獲得した。フィンタン・コイル (Fintan Coyle) とキャシー・ダニング (Cathy Dunning) が考案し、英国放送協会エンターテインメント部が制作した。司会者はアン・ロビンソン (Anne Robinson)、ナレーターはジョン・ブリッグズ (Jon Briggs)。
夕方の時間帯で放送されるデイタイム版で大成功を収めると、すぐにプライムタイム版が制作されるに至った。デイタイム版は、放送開始以来BBC Twoで放送されていたが、2008年2月11日よりBBC Oneでの放送に切り替わった。しかし、2011年7月から再びBBC Twoでの放送に戻った。オーストラリアのソープ・オペラ『ネイバーズ (Neighbours)』の放送局が Five に移動したため、その枠に移動したかたちとなった。
2006年12月18日には、放送1,000回を迎えた。週1回のプライムタイム版と週5回（月 - 金）のデイタイム版が放送されていたが、デイタイム版は2012年3月30日、プライムタイム版は同年3月31日にアン・ロビンソンの契約終了に伴い終了した。BBCウェールズ製作のSFドラマ『ドクター・フー』では、21世紀においてなお続くクイズ番組として登場した（なお、同ドラマのキャストが出演するウィーケストリンクのスペシャル回も放送されている）。
2004年12月1日から2006年4月末まで、日本のスカイパーフェクTV!110（現 スカパー!e2）の「BBC JAPAN」(Ch.025) にて月金曜の4:45・10:15・15:45に放送されていたが、BBC JAPAN の放送終了と共に番組も終了した。
2021年からはリバイバル版が放送されている。司会は俳優でコメディアンのロメッシュ・ランガナタン。

### アメリカ合衆国
アメリカ版は『Weakest Link』という番組名で、NBCで2001年4月16日から2002年7月14日まで放送された。この際、いくつかの回は未放送であったが、その内の数回は PAX で2002年に放送され、さらに残った分は最終的には GSNで放送された。また、シンジケーション（地方局や独立局への番組の直接販売）によって、2002年1月から2003年9月まで放送された。PAXでは両方の版が短期間だが放送されていた。現在ではGSNで両方の版が放送されている。
NBC版では、イギリス版と同じくアン・ロビンソンが司会者を務め、シンジケーション版では、ジョージ・グレイ (George Gray) が司会者を務めた。ジョージ・グレイは、この時点では『エクストリーム・ゴング (Extreme Gong)』の司会者として知られていたが、現在ではこの番組の司会者としてより幅広く認知されている。また、『ザ・ウィーケスト・リンク』の各国版の内、男性が1人で司会者を務める例として挙げられる。
フォーマットは、基本的にヨーロッパ各国の版と同じである。NBC版では、解答者は8人で、最高賞金額は $1,000,000。シンジケーション版では、解答者は6人で、最高賞金額は1年目シーズンでは $75,000 だったが、2年目シーズンでは $100,000 に引き上げられた。
アメリカでこの番組が2年目シーズンで打ち切られた一因として、多くの放送局が収益上の問題を抱えていたことがある。アメリカのテレビにおける2002-2003年シーズン開始時に、既に『ウィーケスト・リンク』を放送していた局の多くで『フー・ウォンツ・トゥ・ビー・ア・ミリオネア』のシンジケーション版の放送が始まり、中には『ウィーケスト・リンク』を放送していた枠で放送する局まで現れた。なお、『フー・ウォンツ・トゥ・ビー・ア・ミリオネア』のシンジケーション版は2019年まで放送が続いた。
2020年、ジェーン・リンチ (Jane Lynch) を新たな司会者に迎えて復活し、9月29日からNBCにて新シリーズが放送されている。タイトルロゴやスタジオセット、音楽などがリニューアルされた。賞金も、ラウンドが進むごとに最高金額が増加する形となった（ラウンド1は$25,000で以降ラウンド4までに$25,000ずつ増加、ラウンド5は$250,000、ラウンド6は$500,000となっている）。解答席にはタッチパネル画面とボタンが配された。ラウンド途中では、映像を用いた出題でこの画面が用いられ、ボタンは賞金をバンクする際に押すこととなっている（この際、同時にバンク宣言を行う）。ラウンド終了後の投票は、それまでの記述式から画面上のタッチパネル方式に改められ、回答者が投票内容を開示する際には、バンクと同じボタンが使われる。また放送において、出題される問題文のテロップが表示されるようになった。

### ドイツ
ドイツ版は、『Der Schwachste fliegt!』という番組名で放送された。ドイツ語では、「The Weakest Link」を「Das schwachste Glied」と訳せるが、これは性的な意味で「The Weakest Virile Member（性的能力が最も弱い陰茎）」という意味にも読めるため、「Der Schwachste fliegt!（最も弱い者が逃げる）」となったとされている。
初回は RTLテレビジョン で2001年3月19日に放送された。平日午後3時から放送開始。司会者はSonja Zietlow。彼女は、前年に放送された自身の名前を冠したトークショーでの辛辣な語り口で既に知られていた。
解答者はイギリス版と同じく9人、最高賞金額は DM50,000。
この年の9月までに、視聴率は急速に低下。視聴率回復のために Sonja は解答者に対しもう少し敬意を払うようになった。それ以前には、「Da wollen wir doch mal sehen, wer unsere kostbare Studioluft lang genug weggeatmet hat!（見てください、私たちの貴重なスタジオ内の空気を余りに長く吸っている人を！）」などと侮辱するなど、解答者を罵倒していた。Sonja が態度を改めたものの、それも視聴率を回復させるには十分ではなく、12月に打ち切りとなった。
2002年2月には、土曜日深夜の時間帯で復活する機会を得た。スタジオも改装し、観客も取り入れ、最高賞金額も €50,000 に引き上げられた。しかし、最初の数回の放送では、より多くの視聴者を惹き付けるために、俳優に金銭を渡して解答者になってもらっていたという噂が流れた。これらの変更も番組の視聴率を跳ね上げる原動力とはならず、翌3月には打ち切りとなった。

### オーストラリア
『The Weakest Link』というタイトルで、2001年2月から2002年4月まで、セブン・ネットワークで制作・放送された。司会者はコーネリア・フランシス (Cornelia Frances)。解答者は9人で、最高賞金額は $100,000。週2回、プライムタイムに放送された。司会を務めるコーネリアがあまりに失礼だとして多くの批判を浴び、セヴン・ネットワークが番組の雰囲気を軟化させるも視聴率は伸び悩み、2002年に打ち切りとなった。
数回、特番が放送されたことがあり、ある回では他番組の『ザ・モール (The Mole)』とリンクして、その参加者たちが解答者となった。この回では、ヘッド・トゥ・ヘッドでボブ・ヤング (Bob Young) がタオ・グェン (Thao Nguyen) に勝ち、優勝者となった。優勝賞品として、次回の『ザ・モール』へのフリー・パスを勝ち取り、失格免除となった。なお、獲得賞金は全額『ザ・モール』の積み立て金に回された。このときの獲得賞金額は $14,100 で、オーストラリア版ザ・ウィーケスト・リンク史上最低額だった。しかし、『ザ・モール』では積み立て金の額は $1,000 単位であったため、司会者グラント・ボウラー (Grant Bowler) が賞金額を切り上げて、$15,000 とした。
別の特番回では、以前の回で失格退場した解答者たちが再戦する「Worst Loser Special」が放送された。また、以前の優勝者たちに、さらに賞金を獲得する機会を与える「The Best of the Best」が2001年の中ごろと終わりごろの2回放送された。特に後者では、$72,900 の最終賞金額を記録した。

### 香港
『一筆OUT消』、英語副題『The Weakest Disappears』という番組名で放送された。司会者は香港の女優鄭裕玲（中国語・広東語名。英語名: キャロル・チェン (Carol Cheng)）が務め、広東語で放送された。
『一筆OUT消』は、ATV が広東語版の『フー・ウォンツ・トゥ・ビー・ア・ミリオネア』で大幅な視聴率を獲得した直後に、そのライバル局である TVB が迅速にライセンス契約し、TVB Jade で放送を開始した。最高賞金額は HK$3,000,000。初回は2001年8月に放送された。
ライセンス契約に基づき、キャロル・チェンは元祖のアン・ロビンソンのように、冷淡な口調と表情で振る舞わなければならなかった。しかし、中国の文化では、一般的に他人に対しこのような態度で接することを快く思わないため、TVB はこの番組に対する苦情を多数受けることとなった。制作側は大衆からの圧力に迎合するかたちで、番組のスタイルを変更し、キャロル・チェンのキャラクターを第5回放送までの意地悪なものから軟化させた。その結果、番組は視聴者から受け入れられ、視聴率も上昇していき、最終的には『フー・ウォンツ・トゥ・ビー・ア・ミリオネア』のそれを上回るまでになった。
TVB は、平日版108回分しか契約していなかったため、2002年1月には最終回が放送されて終了した。

### 日本
フジテレビ系で『ウィーケストリンク☆一人勝ちの法則』というタイトルで放送された。司会は伊東四朗。

### すべての国・地域の版
| 国・地域 | 番組名                            | 司会者                                                       | 放送局                                    | 最高賞金額                               | 解答者数              |
| --- | --------------------------------- | ------------------------------------------------------------ | ----------------------------------------- | ---------------------------------------- | --------------------- |
| オーストラリア | Weakest Link                      | Cornelia Frances                                             | Seven                                     | $100,000                                 | 9                     |
| アゼルバイジャン | Zəif Bənd                         | Kamila Babayeva                                              | Lider TV                                  | 100,000,000 （アゼルバイジャン・マナト） | 9                     |
| ベルギー | De Zwakste Schakel                | Goedele Liekens                                              | Vlaamse Televisie Maatschappij (VTM)      | 2,000,000₣                               | 8                     |
| チリ | El Rival Más Débil                | Catalina Pulido                                              | Canal 13                                  | $40,000,000                              | 8                     |
| 中国 | 汰弱留强·智者为王                 | 陳魯豫 (Chen Lu Yu) （1年目シーズン）                        | Nanjing TV                                | ¥200,000                                 | 8                     |
| 中国 | 智者为王                          | 沈冰 (Shen Bing) （2年目シーズン）                           | Nanjing TV                                | ¥200,000                                 | 8                     |
| 中国 | 智者为王                          | 夏青 (Xia Qing) （3年目シーズン）                            | Nanjing TV                                | ¥200,000                                 | 8                     |
| クロアチア | Najslabija karika                 | Nina Violić （1年目シーズン）                                | HRT1                                      | Kn90,000                                 | 8                     |
| クロアチア | Najslabija karika                 | Daniela Trbović                                              | HRT1                                      | Kn90,000                                 | 8                     |
| キプロス | Ο Πιο Αδύναμος Κρίκος             | Tasos Tryfonos                                               | RIK1                                      | €5,000                                   | 8                     |
| チェコ | Nejslabší! Máte padáka!           | Zuzana Slavíková                                             | Nova TV                                   | Kč1,000,000                              | 9                     |
| デンマーク | Det Svageste Led                  | Trine Gregorius                                              | DR1                                       | Kr200,000                                | 8                     |
| エストニア | Nõrgim Lüli                       | Tuuli Roosma                                                 | Kanal 2                                   | Kr500,000                                | 8                     |
| フィンランド | Heikoin lenkki                    | Kirsi Salo                                                   | MTV3                                      | €15,000 （1年目シーズン）                | 9 （1年目シーズン）   |
| フィンランド | Heikoin lenkki                    | Kirsi Salo                                                   | MTV3                                      | €18,000 （2-4年目シーズン）              | 8 （2-4年目シーズン） |
| フランス | Le Maillon faible                 | Laurence Boccolini                                           | TF1                                       | 150,000₣ (2001)                          | 9                     |
| フランス | Le Maillon faible                 | Laurence Boccolini                                           | TF1                                       | €20,000 (2002/2003)                      | 9                     |
| フランス | Le Maillon faible                 | Laurence Boccolini                                           | TF1                                       | €50,000 (2003-2007)                      | 9                     |
| ドイツ | Der Schwächste fliegt!            | Sonja Zietlow                                                | RTLテレビジョン                           | DM50,000 (2001)                          | 9                     |
| ドイツ | Der Schwächste fliegt!            | Sonja Zietlow                                                | RTLテレビジョン                           | €50,000 (2002)                           | 9                     |
| ギリシャ | Ο Πιο Αδύναμος Κρίκος             | Elena Akrita                                                 | Mega Channel                              | €15,000                                  | 9                     |
| 香港 | 一筆OUT消                         | 鄭裕玲 (Carol Cheng)                                         | TVB Jade                                  | HK$3,000,000                             | 8                     |
| ハンガリー | A Leggyengébb Láncszem            | Krisztina Máté                                               | TV2                                       | 3,000,000Ft                              | 9                     |
| ハンガリー | Nincs Kegyelem                    | Krisztina Máté                                               | TV2                                       | 6,000,000Ft                              | 5                     |
| インド | Kamzor Kadii Kaun                 | Neena Gupta                                                  | Star Plus                                 | Rs2,500,000                              | 8, 9                  |
| アイルランド | Weakest Link                      | Eamon Dunphy                                                 | TV3                                       | €10,000                                  | 9                     |
| イスラエル | החוליה החלשה                      | Pnina Dvorin （1年目シーズン）                               | Channel 10 (Israel 10)                    | ₪100,000 （1年目シーズン）               | 9 （1年目シーズン）   |
| イスラエル | החוליה החלשה                      | Hana Laszlo （2年目シーズン）                                | Channel 10 (Israel 10)                    | ₪90,000 （2年目シーズン）                | 8 （2年目シーズン）   |
| イタリア | Anello Debole                     | Enrico Papi                                                  | Italia 1                                  | €15,000                                  | 9                     |
| 日本 | ウィーケストリンク☆一人勝ちの法則 | 伊東四朗                                                     | フジテレビジョン                          | ¥16,000,000                              | 6,8                   |
| バーレーン · エジプト · イラク · ヨルダン · クウェート · レバノン · オマーン · サウジアラビア · ソマリア · シリア · チュニジア · | الحلقة الأضعف                     | Rita Khoury                                                  | Future Television（制作）                 | $16,000                                  | 8                     |
| 北マケドニア | Најслаба алка                     | Zivkica Gjurcinovska                                         | Alfa TV                                   | MKD420,000                               | 8                     |
| メキシコ | El Rival Más Debil                | Montserrat Ontiveros, Lolita Cortes                          | Azteca Uno                                | Mex$200,000                              | 8                     |
| メキシコ | El Rival Más Debil                | Montserrat Ontiveros, Lolita Cortes                          | Azteca Siete (7)                          | Mex$200,000                              | 8                     |
| オランダ | De Zwakste Schakel                | Chazia Mourali                                               | RTL 4                                     | €10,000                                  | 9                     |
| ニュージーランド | Weakest Link                      | Louise Wallace                                               | TVNZ 1                                    | NZ$20,000                                | 9                     |
| ノルウェー | Det svakeste ledd                 | Anne Grosvold                                                | NRK                                       | Kr200,000                                | 8                     |
| フィリピン | Weakest Link                      | Edu Manzano （1年目シーズン）                                | Intercontinental Broadcasting Corporation | PHP1,000,000 （フィリピン・ペソ）        | 8                     |
| フィリピン | Weakest Link                      | Allan K. （2年目シーズン）                                   | Intercontinental Broadcasting Corporation | PHP1,000,000 （フィリピン・ペソ）        | 8                     |
| ポーランド | Najsłabsze Ogniwo                 | Kazimiera Szczuka                                            | TVN                                       | 27,000zł                                 | 8                     |
| ポルトガル | O Elo Mais Fraco                  | Julia Pinheiro （1年目シーズン）                             | RTP1                                      | €10,000                                  | 9                     |
| ポルトガル | O Elo Mais Fraco                  | Luisa Castel-Branco （2年目シーズン）                        | RTP1                                      | €10,000                                  | 9                     |
| ポルトガル | O Elo Mais Fraco                  | Pedro Granger （3年目シーズン）                              | RTP1                                      | €10,000                                  | 9                     |
| ルーマニア | Lanţul Slăbiciunilor              | Andrei Gheorghe                                              | ProTV                                     | lei50,000                                | 9                     |
| ロシア | Слабое Звено                      | Мария Киселёва (Maria Kiselyova)                             | Channel One Russia                        | руб300,000, руб400,000, руб350,000       | 7, 8, 9               |
| ロシア | Слабое Звено                      | Николай Владимирович Фоменко (Nikolay Vladimirovich Fomenko) | Channel 5                                 | руб350,000                               | 7                     |
| ロシア | Слабое Звено                      | Мария Киселёва (Maria Kiselyova)                             | MTRK (Mir)                                | руб320,000                               | 8                     |
| シンガポール | 智者生存                          | 崔麗心 (Cui Lixin)                                           | Mediacorp Channel 8                       | S$100,000                                | 8                     |
| シンガポール | Weakest Link                      | Asha Gill                                                    | Mediacorp Channel 5                       | S$1,000,000                              | 8                     |
| スロベニア | Najšibkejši Člen                  | Violeta Tomič                                                | RTV Slovenija                             | 2,400,000SIT                             | 8                     |
| セルビア | Најслабија Карика                 | Sandra Lalatović                                             | BKTV                                      | РСД3,000,000                             | 9                     |
| スペイン | El Rival Más Débil                | Nuria González （1-2年目シーズン）                           | TVE1 （1-3年目シーズン）                  | €7,200                                   | 9                     |
| スペイン | El Rival Más Débil                | Karmele Aranburu （3-4年目シーズン）                         | TVE2 （4年目シーズン）                    | €7,200                                   | 9                     |
| 南アフリカ共和国 | Weakest Link                      | Fiona Coyne                                                  | SABC3                                     | R50,000 （1-3年目シーズン）              | 9                     |
| 南アフリカ共和国 | Weakest Link                      | Fiona Coyne                                                  | SABC3                                     | R100,000 （4年目シーズン）               | 9                     |
| スウェーデン | Svagaste länken                   | Kajsa Ingemarsson                                            | Sjuan                                     | kr100,000                                | 9                     |
| 中華民国（台湾） | Weakest Link 智者生存             | 于美人 (Belle Yu) （1年目シーズン）                          | STAR Chinese Channel                      | NT$2,200,000                             | 8                     |
| 中華民国（台湾） | Weakest Link 智者生存             | 曾陽晴 (Tseng Yang Qing) （2年目シーズン）                   | STAR Chinese Channel                      | NT$2,200,000                             | 8                     |
| タイ | Weakest Link กำจัดจุดอ่อน            | กฤษติกา คงสมพงษ์ (Krittika Kongsompong)                        | ThaiTV3                                   | ฿1,000,000                               | 8                     |
| トルコ | En Zayif Halka                    | Hülya Uğur Tanriöver                                         | Show TV                                   | TL100,000,000,000                        | 9                     |
| トルコ | En Zayif Halka                    | Hülya Uğur Tanriöver                                         | Show TV                                   | ₤100,000                                 | 9                     |
| イギリス | The Weakest Link                  | Anne Robinson                                                | BBC One （平日デイタイム版）              | £10,000 （平日デイタイム版）             | 9                     |
| イギリス | The Weakest Link                  | Anne Robinson                                                | BBC Two （週末プライムタイム版）          | £50,000 （週末プライムタイム版）         | 9                     |
| アメリカ合衆国 | Weakest Link                      | Anne Robinson, Jane Lynch （プライムタイム版）               | NBC （プライムタイム版）                  | $1,000,000 （プライムタイム版）          | 8                     |
| アメリカ合衆国 | Weakest Link                      | George Gray （デイタイム版）                                 | Syndicated （デイタイム版）               | $75,000 （デイタイム版1年目シーズン）    | 6                     |
| アメリカ合衆国 | Weakest Link                      | George Gray （デイタイム版）                                 | Syndicated （デイタイム版）               | $100,000 （デイタイム版2年目シーズン）   | 6                     |

### 他国版を放送した国
- オーストラリア UK.TV でイギリス版を放送。
- ブラジル RTP Internacional でポルトガル版を放送。
- ブルガリア NTV network でロシア版を視聴可能。
- カナダ CTV でアメリカの NBC版（プライムタイム版）を放送。
- マレーシア ASTRO（衛星放送）Channel 731 BBC Entertainmentでイギリス版を放送。
- ニュージーランド UK.TV でイギリス版を放送。
- プエルトリコ アメリカ版を放送。
- 南アフリカ共和国 BBC Prime （現・BBC Entertainment）でイギリス版を放送。
- イギリス BBC、後に Challenge でアメリカの NBC版（プライムタイム版）を放送。
- アメリカ合衆国 BBC America でイギリス版を放送。
- メキシコ イギリス版およびアメリカ版を放送。
- フィリピン Viva Prime Channel でフィリピン版を放送。

## マネーツリー
上から順に1チェイン、2チェイン…の順。◎はラウンド最高金額。なお、最高チェイン数は、1チームの解答者の人数に等しい。

### イギリス（オリジナル（昼））
司会：アン・ロビンソン (Anne Robinson)　最高金額：£10,000
1. £20
2. £50
3. £100
4. £200
5. £300
6. £450
7. £600
8. £800
9. £1,000◎

### イギリス（オリジナル（夜））
司会：アン・ロビンソン　最高金額：£50,000
1. £100
2. £250
3. £500
4. £1,000
5. £1,500
6. £2,250
7. £3,000
8. £4,000
9. £5,000◎

### 日本
途中から6人制となったが、マネーツリーの変更はなかった。法律の関係上、賞金が1000万円を超えた場合、差額は視聴者にプレゼントされる。
司会：伊東四朗　最高金額：¥16,000,000
1. ¥10,000
2. ¥50,000
3. ¥100,000
4. ¥250,000
5. ¥500,000
6. ¥1,000,000
7. ¥1,500,000
8. ¥2,000,000◎

### アメリカ（オリジナル）
司会：アン・ロビンソン　最高金額：$1,000,000
1. $1,000
2. $2,500
3. $5,000
4. $10,000
5. $25,000
6. $50,000
7. $75,000
8. $125,000◎

### フランス
司会：ローレンス・ボッコリーニ (Laurence Boccolini)　最高金額：€50,000
1. €50
2. €100
3. €200
4. €400
5. €1,000
6. €2,000
7. €3,000
8. €4,000
9. €5,000◎

### オランダ
司会：カズィア・マウラーリ (Chazia Mourali)　最高金額：€10,000
1. €20
2. €50
3. €100
4. €200
5. €300
6. €450
7. €600
8. €800
9. €1,000◎

### フィンランド
司会：キルシ・サロ (Kirsi Salo)　最高金額：€15,000 （1年目シーズン）、€18,000 （2-4年目シーズン）
1. €30
2. €75
3. €150
4. €300
5. €450
6. €675
7. €900
8. €1,200
9. €1,500◎

### ギリシャ
司会：エレーナ・アクリータ (Elena Akrita)　最高金額：€15,000
1. €50
2. €100
3. €150
4. €300
5. €400
6. €500
7. €1,000
8. €1,250
9. €1,500◎

### ロシア
司会：マリア・キセリョーワ (Мария Киселёва (Maria Kiseleva))（ORT 版）　最高金額：руб400,000
1. руб1,000
2. руб2,000
3. руб5,000
4. руб10,000
5. руб20,000
6. руб30,000
7. руб40,000
8. руб50,000◎

### チリ
司会：カタリーナ・プリド (Catalina Pulido)　最高金額：$40,000,000
1. $50,000
2. $100,000
3. $250,000
4. $500,000
5. $1,000,000
6. $2,000,000
7. $3,000,000
8. $5,000,000◎

（テレビでは下3桁は省略）

### 香港
司会：鄭裕玲（キャロル・チェン (Carol Cheng)）　最高金額：HK$3,000,000
1. HK$3,000
2. HK$7,000
3. HK$15,000
4. HK$30,000
5. HK$75,000
6. HK$150,000
7. HK$225,000
8. HK$375,000◎

### 台湾
司会：于美人（ベル・ユー (Belle Yu)） （1年目シーズン）、曾陽晴 （ツェング・ヤング・キング (Tseng Yang Qing)）（2年目シーズン）　最高金額：NT$2,200,000
1. NT$1,000
2. NT$2,500
3. NT$5,000
4. NT$10,000
5. NT$15,000
6. NT$22,500
7. NT$30,000
8. NT$40,000◎

### フィリピン
司会：：エドゥ・マンザーノ (Edu Manzano） （1年目シーズン）、アラン・ケイ (Allan K.) （2年目シーズン）　　最高金額：PHP1,000,000
1. PHP1,000
2. PHP2,000
3. PHP5,000
4. PHP10,000
5. PHP20,000
6. PHP50,000
7. PHP80,000
8. PHP125,000◎

## 番組セット
- 本家においてはプライムタイム版では解答者席にモニタなどがあるのに対し、デイタイム版では解答者の名前が書いてあるだけのシンプルなものとなっている。このためデイタイム版では、ウィーケスト・リンク投票の際にフリップに書いて掲示する。
- 他国でもセットのデザインはイギリス版を基にしているが、それぞれの国によってデイタイム版、プライムタイム版、または両方のデザインを合わせたものになっている。またアメリカではプライムタイム版のデザインを大幅にアレンジしている。